# Lobelia circaeoides
Lobelia circaeoides är en klockväxtart som först beskrevs av Karel Presl, och fick sitt nu gällande namn av A.Dc. Lobelia circaeoides ingår i släktet lobelior, och familjen klockväxter. Inga underarter finns listade i Catalogue of Life.